# 북위 1도
북위 1도는 적도에서 북쪽으로 1도 떨어진 위선이다. 아프리카, 아시아, 태평양, 남아메리카, 대서양을 지난다.

## 지나가는 지역
본초 자오선에서 시작해서 동쪽 방향으로, 북위 1도선은 다음 지역을 지난다.
| 좌표                                                  | 나라, 지역, 해역      | 주석 |
| ----------------------------------------------------- | --------------------- | --- |
| 북위 1° 0′ 동경 0° 0′  / 북위 1.000° 동경 0.000°      | 대서양                | 적도 기니 코리스코섬 바로 북쪽을 지나감 적도 기니 엘로베그랑드섬                                                                      |
| 북위 1° 0′ 동경 9° 31′  / 북위 1.000° 동경 9.517°     | 적도 기니             | 엘로베시코섬 |
| 북위 1° 0′ 동경 9° 31′  / 북위 1.000° 동경 9.517°     | 대서양                | |
| 북위 1° 0′ 동경 9° 35′  / 북위 1.000° 동경 9.583°     | 가봉                  | |
| 북위 1° 0′ 동경 9° 47′  / 북위 1.000° 동경 9.783°     | 적도 기니             | |
| 북위 1° 0′ 동경 10° 0′  / 북위 1.000° 동경 10.000°    | 적도 기니 / 가봉 국경 | |
| 북위 1° 0′ 동경 11° 20′  / 북위 1.000° 동경 11.333°   | 가봉                  | |
| 북위 1° 0′ 동경 14° 25′  / 북위 1.000° 동경 14.417°   | 콩고 공화국           | |
| 북위 1° 0′ 동경 17° 51′  / 북위 1.000° 동경 17.850°   | 콩고 민주 공화국      | |
| 북위 1° 0′ 동경 30° 13′  / 북위 1.000° 동경 30.217°   | 우간다                | |
| 북위 1° 0′ 동경 34° 29′  / 북위 1.000° 동경 34.483°   | 케냐                  | |
| 북위 1° 0′ 동경 41° 0′  / 북위 1.000° 동경 41.000°    | 소말리아              | |
| 북위 1° 0′ 동경 43° 54′  / 북위 1.000° 동경 43.900°   | 인도양                | 몰디브 후바두 환초 바로 북쪽을 지나감                                                                                                 |
| 북위 1° 0′ 동경 97° 23′  / 북위 1.000° 동경 97.383°   | 인도네시아            | 니아스섬 |
| 북위 1° 0′ 동경 97° 55′  / 북위 1.000° 동경 97.917°   | 인도양                | |
| 북위 1° 0′ 동경 98° 56′  / 북위 1.000° 동경 98.933°   | 인도네시아            | 수마트라섬, 파당섬, 란터우섬, 랑상섬                                                                                                  |
| 북위 1° 0′ 동경 103° 4′  / 북위 1.000° 동경 103.067°  | 믈라카 해협           | |
| 북위 1° 0′ 동경 103° 21′  / 북위 1.000° 동경 103.350° | 인도네시아            | 대카리문섬 |
| 북위 1° 0′ 동경 103° 27′  / 북위 1.000° 동경 103.450° | 싱가포르 해협         | |
| 북위 1° 0′ 동경 103° 47′  / 북위 1.000° 동경 103.783° | 인도네시아            | 카팔랏제르니섬, 불란섬, 바탐섬, 빈탄섬, 마푸르섬                                                                                      |
| 북위 1° 0′ 동경 104° 51′  / 북위 1.000° 동경 104.850° | 남중국해              | |
| 북위 1° 0′ 동경 107° 23′  / 북위 1.000° 동경 107.383° | 인도네시아            | 탐블랑 군도 |
| 북위 1° 0′ 동경 107° 36′  / 북위 1.000° 동경 107.600° | 남중국해              | |
| 북위 1° 0′ 동경 108° 58′  / 북위 1.000° 동경 108.967° | 인도네시아            | 칼리만탄 |
| 북위 1° 0′ 동경 110° 16′  / 북위 1.000° 동경 110.267° | 말레이시아            | 사라왁주 - 약 3km |
| 북위 1° 0′ 동경 110° 18′  / 북위 1.000° 동경 110.300° | 인도네시아            | 칼리만탄 - 약 4km |
| 북위 1° 0′ 동경 110° 20′  / 북위 1.000° 동경 110.333° | 말레이시아            | 사라왁주 |
| 북위 1° 0′ 동경 110° 53′  / 북위 1.000° 동경 110.883° | 인도네시아            | 칼리만탄 |
| 북위 1° 0′ 동경 111° 31′  / 북위 1.000° 동경 111.517° | 말레이시아            | 사라왁주 - 약 8km |
| 북위 1° 0′ 동경 111° 35′  / 북위 1.000° 동경 111.583° | 인도네시아            | 칼리만탄 |
| 북위 1° 0′ 동경 110° 46′  / 북위 1.000° 동경 110.767° | 말레이시아            | 사라왁주 - 약 8km |
| 북위 1° 0′ 동경 111° 51′  / 북위 1.000° 동경 111.850° | 인도네시아            | 칼리만탄 |
| 북위 1° 0′ 동경 118° 59′  / 북위 1.000° 동경 118.983° | 마카사르 해협         | |
| 북위 1° 0′ 동경 120° 44′  / 북위 1.000° 동경 120.733° | 인도네시아            | 술라웨시섬 |
| 북위 1° 0′ 동경 122° 28′  / 북위 1.000° 동경 122.467° | 술라웨시해            | |
| 북위 1° 0′ 동경 124° 14′  / 북위 1.000° 동경 124.233° | 인도네시아            | 술라웨시섬 |
| 북위 1° 0′ 동경 124° 54′  / 북위 1.000° 동경 124.900° | 말루쿠해              | 인도네시아 구레다섬 바로 북쪽을 지나감                                                                                                |
| 북위 1° 0′ 동경 127° 28′  / 북위 1.000° 동경 127.467° | 인도네시아            | 할마헤라섬 |
| 북위 1° 0′ 동경 127° 38′  / 북위 1.000° 동경 127.633° | 카오만                | |
| 북위 1° 0′ 동경 127° 56′  / 북위 1.000° 동경 127.933° | 인도네시아            | 할마헤라섬 |
| 북위 1° 0′ 동경 128° 33′  / 북위 1.000° 동경 128.550° | 태평양                | 인도네시아 파니섬 바로 북쪽을 지나감 인도네시아 마피아 제도 바로 북쪽을 지나감 미크로네시아 연방 카핑아마랑이 환초 바로 남쪽을 지나감 |
| 북위 1° 0′ 서경 173° 0′  / 북위 1.000° 서경 173.000°  | 키리바시              | 마이아나섬 atoll |
| 북위 1° 0′ 동경 173° 3′  / 북위 1.000° 동경 173.050°  | 태평양                | 미국령 군소 제도 하울랜드섬 바로 북쪽을 지나감 에콰도르 갈라파고스 제도의 울프섬과 핀타섬 사이를 지나감                               |
| 북위 1° 0′ 서경 79° 31′  / 북위 1.000° 서경 79.517°   | 에콰도르              | |
| 북위 1° 0′ 서경 78° 13′  / 북위 1.000° 서경 78.217°   | 콜롬비아              | |
| 북위 1° 0′ 서경 69° 13′  / 북위 1.000° 서경 69.217°   | 브라질                | 아마조나스주 |
| 북위 1° 0′ 서경 66° 36′  / 북위 1.000° 서경 66.600°   | 베네수엘라            | |
| 북위 1° 0′ 서경 65° 41′  / 북위 1.000° 서경 65.683°   | 브라질                | 아마조나스 주 - 약 11km |
| 북위 1° 0′ 서경 65° 36′  / 북위 1.000° 서경 65.600°   | 베네수엘라            | |
| 북위 1° 0′ 서경 65° 10′  / 북위 1.000° 서경 65.167°   | 브라질                | 아마조나스주 호라이마주 파라주 아마파주 파라주 - 아마존강 어귀의 섬                                                                   |
| 북위 1° 0′ 서경 49° 56′  / 북위 1.000° 서경 49.933°   | 대서양                | |

## 같이 보기
- 적도
- 북위 2도